# Буяльский, Илья Васильевич
Илья Васи́льевич Буя́льский (26 июля (6 августа) 1789 — 8 (20) декабря 1866) — русский анатом и хирург, заслуженный профессор Императорской медико-хирургической академии (1839), академик Императорской Академии художеств, тайный советник. Почётный член Императорского Московского университета (с 1864).

## Биография
Родился 26 июля (6 августа) 1789 года в селе Воробьёвка Новгород-Северского уезда Черниговской губернии (ныне — Новгород-Северский район Черниговской области); был семнадцатым, предпоследним ребёнком в семье. Происходил из старинного дворянского рода шляхетского происхождения Буяльских. Его прадед, Леонтий Васильевич Буяльский, служил в запорожском войске и имел сына Пимена, который был есаулом реестрового казачества. Отец учился в Киево-Могилянской академии и затем служил священником в селе Воробьёвке; был владельцем населённого имения. Мать, урождённая Маяровская, также происходила из дворян. Двоюродным братом матери был профессор П. А. Загорский.
Начальное образование получил в Новгород-северском уездном училище Черниговской духовной семинарии. В семинарии два года занимался черчением планов у губернского архитектора Кошнева и предполагал посвятить себя живописи или архитектуре; родители же желали ему стать медиком. Окончив в 1809 году философский класс семинарии он поступил в московское отделение Медико-хирургической академии и ко времени перехода на третий курс был уже помощником своего двоюродного дяди, прозектора анатомии П. А. Загорского. До глубокой старости он с уважением вспоминал своих учителей О. Е. Мухина и Ф. Я. Шеффере.
По окончании академии в 1814 году — прозектор, с 1821 года — адъюнкт-профессор кафедры анатомии. Одновременно работал по хирургии, с 1815 года состоял ординатором хирургической клиники И. Ф. Буша и Санкт-Петербургского военно-сухопутного госпиталя. В 1816 году получил звание медика-хирурга. С 1817 по 1821 год Буяльский занимал должность адъюнкта хирургии при профессоре И. Ф. Буше. В 1818 году женился.
В 1823 году защитил диссертацию на тему: «Медико-хирургическая диссертация, содержащая некоторые вопросы об аневризмах, относящихся к патологии и терапии», в которой предложил новую воспалительную теорию патогенеза аневризм, осветил методы их лечения, уделив большое внимание лигированию артерий, и 24 марта получил степень доктора медицины и хирургии.
В 1830 году назначен консультантом военно-учебных заведений. С 1831 года был оператором Царскосельского лицея и ординарным профессором Медико-хирургической академии, где с 1833 по 1844 год заведовал кафедрой анатомии. В течение 33 лет (с 1831 по 1864) вёл большую хирургическую работу в Мариинской больнице для бедных (с 1847 года — консультант): произвёл перевязку безымянной артерии (1833), некротомию (1835), удаление опухоли кожи, инородного тела из полости малого таза (1835), влагалищного и маточного полипов (1841), липомы под хлороформным наркозом (1846), грыжесечение (1847), пластические операции (1847), «операцию для уничтожения заращения прямой кишки» (1847), «извлечение зародышей первых 3—4 месяцев или последов во время сильного кровотечения» (1852) и другие.
Был одним из первых русских хирургов, применивших общее обезболивание (эфир, хлороформ).
Одновременно, с 1831 по 1866 год, служил профессором анатомии в Императорской Академии художеств. В 1842 году получил звание академика.
31 декабря 1837 года получил чин действительного статского советника, а 23 апреля 1861 года — тайного советника.
Одним из тех немногих случаев, когда умение и опыт врача И. В. Буяльского оказались беспомощными, стал, по не установленным документально сведениям, его прощальный визит к умирающему после дуэли поэту А. С. Пушкину. Давний друг Ильи Васильевича В. И. Даль, посоветовавшись с Н. Ф. Арендтом, находившимся вместе с ним около агонизирующего Александра Сергеевича, вызвал в качестве непререкаемого авторитета Буяльского. По некоторым сведениям, Буяльский прибыл к поэту. Но было уже слишком поздно…. Ничто не помогло, и А. С. Пушкин скончался 29 января (10 февраля) 1837 года.
В 1864 году Буяльский подарил Медико-хирургической академии уникальную коллекцию анатомических препаратов (анатомический кабинет), основная часть которых хранится в фундаментальном музее кафедры нормальной анатомии Академии, а также богатейшую коллекцию хирургических инструментов, которая находится на кафедре оперативной хирургии и топографической анатомии ВМА.
Скончался 8 (20) декабря 1866 года и похоронен в Санкт-Петербурге на Большом Охтинском кладбище.

## Научные достижения

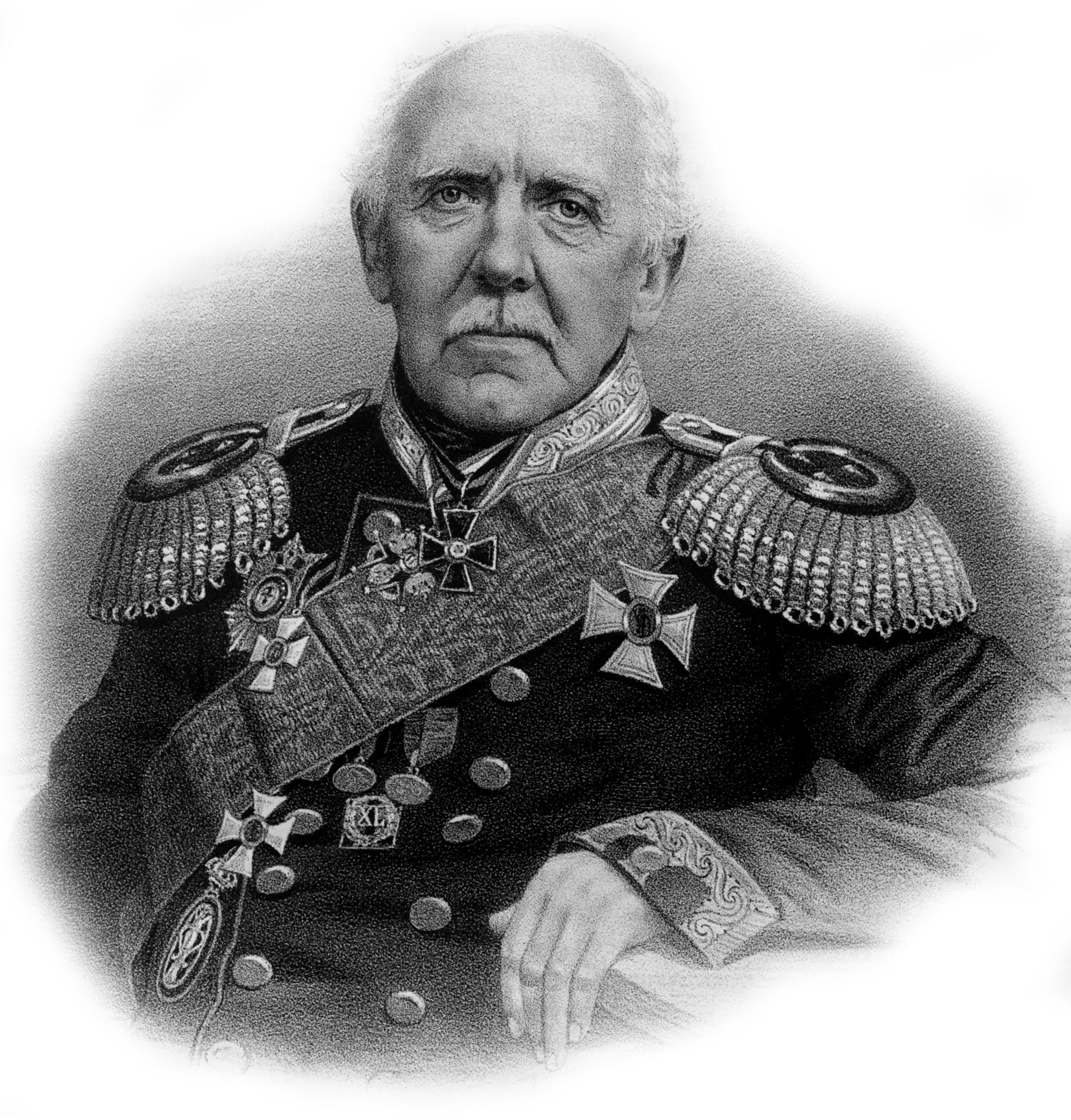
Тайный советник И. В. Буяльский в мундире профессора Императорской медико-хирургической академии

С 1829 года И. В. Буяльский занимал должность управляющего Хирургическим инструментальным заводом и много сделал для создания хирургического инструментария отечественного производства. В частности, Буяльский в 1822 году предложил хирургический инструмент для оттеснения тканей без их повреждения, представляющий собой слегка изогнутую неширокую лопаточку овальной формы с гладкой поверхностью и тупыми краями, снабжённую плоской ручкой (лопатка Буяльского).
Им внедрено дренирование околопузырного пространства при мочевых затёках или для их предупреждения, осуществляемое через запирательное отверстие.
Совместно со скульптором П. К. Клодтом и художником А. П. Сапожниковым, применив метод замораживания трупа, создал анатомическую мышечную фигуру «Лежащее тело», отлитую в бронзе и посланную в Лондонскую и Парижскую академии.

## Бальзамирование
Первое бальзамирование Буяльский провёл ещё в 1811 году, студентом, под руководством профессора П. А. Загорского (забальзамировал тело трагически погибшей Зеи Бермудес, жены испанского посла). С 1814 по 1843 год бальзамирование проводил самостоятельно, по собственному способу, а с 1843 года — с использованием способа Гаппеля.
В 1814 году забальзамировал тело герцогини де-Тарант, кузины Людовика XVI, в 1816 году — тело графа И. А. Безбородько, в 1819 году — тело министра О. П. Козодавлева, в 1823 году — тела графа П. А. Шувалова и барона Б. Б. фон Каппенгаузена, в 1824 году, по высочайшему повелению Александра I, провёл бальзамирование тела герцогини Вюртембергской Антуанетты, тётки императора. В 1825 году бальзамировал тела: командира гвардейского корпуса генерала Ф. П. Уварова, сенатора А. А. Столыпина, флигель-адъютанта В. Д. Новосильцова, убитого на дуэли, министра финансов Д. А. Гурьева, графа М. А. Милорадовича (по высочайшему повелению Николая I), в 1826 году — тело сенатора графа Г. В. Орлова.
В 1828 году Буяльский забальзамировал тело императрицы Марии Фёдоровны, в 1831 году — тело княгини Иоанны Лович, второй (морганической) супруги Константина Павловича, в 1833 году — тело князя Голицына, в 1843 году — тело принцессы Ольденбургской.
Буяльскому принадлежит одно из первых в отечественной литературе руководств по судебной медицине. Наиболее значительное произведение Буяльского — Анатомико-хирургические таблицы, вышедшие в трёх частях (1828, 1835, 1852), — первый в России оригинальный атлас по оперативной хирургии. Общее количество работ Буяльского достигает ста, среди них анатомические атласы и руководства.
Представляют интерес также философские высказывания Буяльского, его мысли о единстве и бесконечности мира.

## Награды
За время службы И. В. Буяльский был удостоен многочисленных наград:
- орден Святой Анны 3-й степени (1818),
- бриллиантовые перстни (1824, 1828, 1828, 1829),
- знак отличия беспорочной службы за XV лет (1830),
- орден Святого Владимира 4-й степени (1831),
- орден Святого Станислава 3-й степени (1832),
- орден Святой Анны 2-й степени (1835),
- знак отличия беспорочной службы за XX лет (1835),
- императорская корона к ордену Святой Анны 2-й степени (1837),
- орден Святого Владимира 3-й степени (1840),
- знак отличия беспорочной службы за XXV лет (1840),
- золотая табакерка с бриллиантами (1842),
- орден Святого Станислава 1-й степени (1843),
- подарок по чину (1844),
- знак отличия беспорочной службы за XXX лет (1846),
- знак отличия беспорочной службы за XXXV лет (1850),
- золотая табакерка с вензелем императора (1851),
- знак отличия беспорочной службы за XL лет (1855),
- орден Святой Анны 1-й степени (1856),
- императорская корона к ордену Святой Анны 1-й степени (1859),
- золотая табакерка с вензелем императора (1864),
- подарок по чину (1864),
- орден Филиппа Великодушного, командорский крест 1-й степени (Гессен, 1844),
- орден Вазы, командорский крест (Швеция, 1848),
- орден Дубовой короны, командорский крест (Люксембург, 1853).

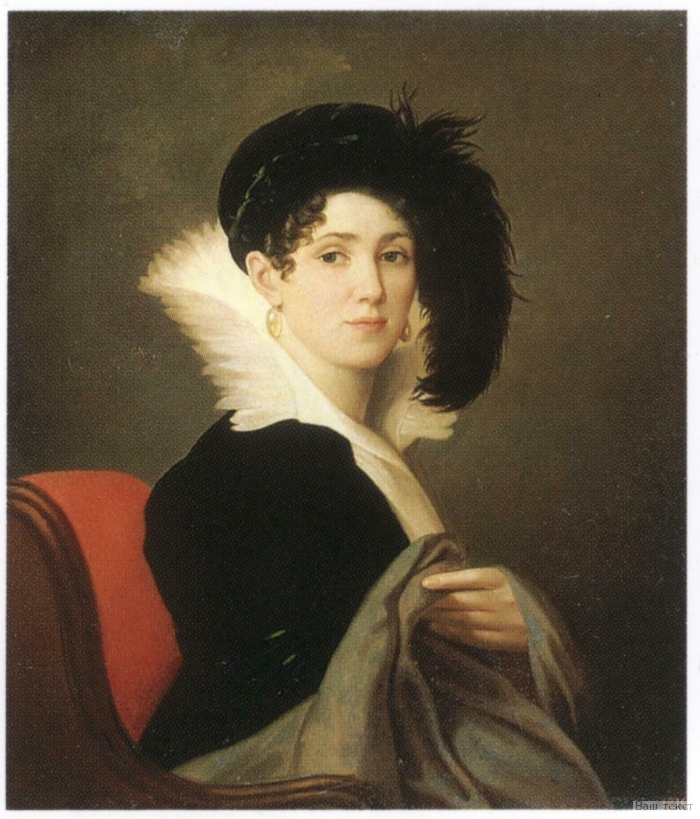
Портрет Марии Петровны Буяльской, 1824.
Художник Алексей Егоров. Русский музей

## Память
В 1978 году имя И. В. Буяльского присвоено Новгород-Северской центральной районной больнице.
С марта 2012 года работникам медицины Черниговской области ежегодно присуждается областная «Премия имени И. Буяльского».

## Семья
Женился 23 августа 1818 года на Марии Петровне Дроссард (10.02.1796—29.04.1842). Их дети:
- Александра (17.07.1815 — 29.05.1865), была замужем за П. Д. Шипулинским
- Мария (22.01.1821—13.07.1853)
- Софья (29.07.1822—28.09.1826)
- Алексей (12.07.1823—?)
- Софья (03.03.1828—14.06.1860), была замужем за В. Н. Алферьевым[15]
- Василий (19.03.1829—?)
- Василий (04.07.1833—?)
- Пётр (03.02.1836—18.06.1891), женат на Марии Иосифовне, урождённой Косинской, сестре Е. И. Лихачевой и М. И. Косинского.